# Ami corse
L'ami corse est un cocktail créé par un serveur dans l'Alpe d'Huez[réf. nécessaire].
Le cocktail se compose de :
- 3/8e de Chartreuse verte ;
- 3/8e de liqueur de menthe verte ;
- 2/8e de liqueur de café.

La Chartreuse est versée en dernier, directement dans le verre. On enflamme la surface du breuvage avant de boire.